# 소르요넨
《소르요넨》(핀란드어: Sorjonen)는 핀란드의 텔레비전 드라마이다.